# 托马林卡河
托马林卡河（俄语：Река Томаринка）或泊居川（日语：／）是萨哈林州托马里区的河流，源起卡梅绍维山脉塔马拉山以南，长41公里，流域面积221平方公里，注入鞑靼海峡。